# Dulces sueños
Dulces sueños es una película neerlandesa de 2023 escrita y dirigida por Ena Sendijarevic.
Fue seleccionada como la candidata neerlandesa a la  mejor película internacional en los Premios Óscar 2024.

## Sinopsis
Tumultuosos acontecimientos desencadenados por la muerte del propietario holandés de una plantación de azúcar, que acaba dejando su finca en una isla del Océano Índico a su joven hijo ilegítimo, hijo de su criada indonesia.

## Reparto
- Renée Soutendijk como Agathe
- Lisa Zweerman como Josefien
- Verdi Solaiman como Hong
- Hans Dagelet como Jan
- Muhammad Khan como Reza
- Bart Klever como Hendrik
- Chris Nietvelt como Friend Agathe
- Hayati Azis como Siti
- Florian Myjer como Cornelis
- Rio Kaj Den Haas como Karel